# Abderrahim Lahlali
Abderrahim Lahlali (Gent, 1978) is een Belgisch gewezen politicus en een bekend advocaat. Hij verwierf vooral bekendheid als advocaat van enkele Belgische Syriëstrijders.

## Biografie
Lahlali studeerde aan de Universiteit van Gent en behaalde er een licentiaat in de rechten. Hij was in 2002 en 2003 jurist verbonden aan het OCMW van Gent. Vanaf 2003 is hij advocaat aan de balie van Gent.
In 2012 werd Lahlali lid van CD&V en was van 2013 tot 2018 fractievoorzitter in de gemeenteraad van Ronse. Hij is getrouwd en heeft twee kinderen. 
Hij verscheen in 2017 in de televisiereeks Strafpleiters op televisiezender Canvas.